# Savenay
Savenay is een gemeente in het Franse departement Loire-Atlantique (regio Pays de la Loire). De plaats maakt deel uit van het arrondissement Saint-Nazaire. Savenay telde op 1 januari 2022 9.465 inwoners.

## Geschiedenis
Op 23 december 1793 werd hier het contrarevolutionaire leger verslagen, waardoor de grootschalige Opstand in de Vendée is afgelopen. De koningsgezinde en katholieke guerrilla zou het echter de Republiek nog jarenlang lastig blijven maken.
Na de bewogen raid op Saint-Nazaire na 30 maart 1942 met de Operatie Chariot werden ong. 1.500 Franse burgers, die door de Duitsers verdacht werden van mogelijke aanslagen op de haven, geïnterneerd in het interneringskamp van Savenay.

## Geografie
De oppervlakte van Savenay bedroeg op 1 januari 2022 26 vierkante kilometer; de bevolkingsdichtheid was toen 364 inwoners per km².

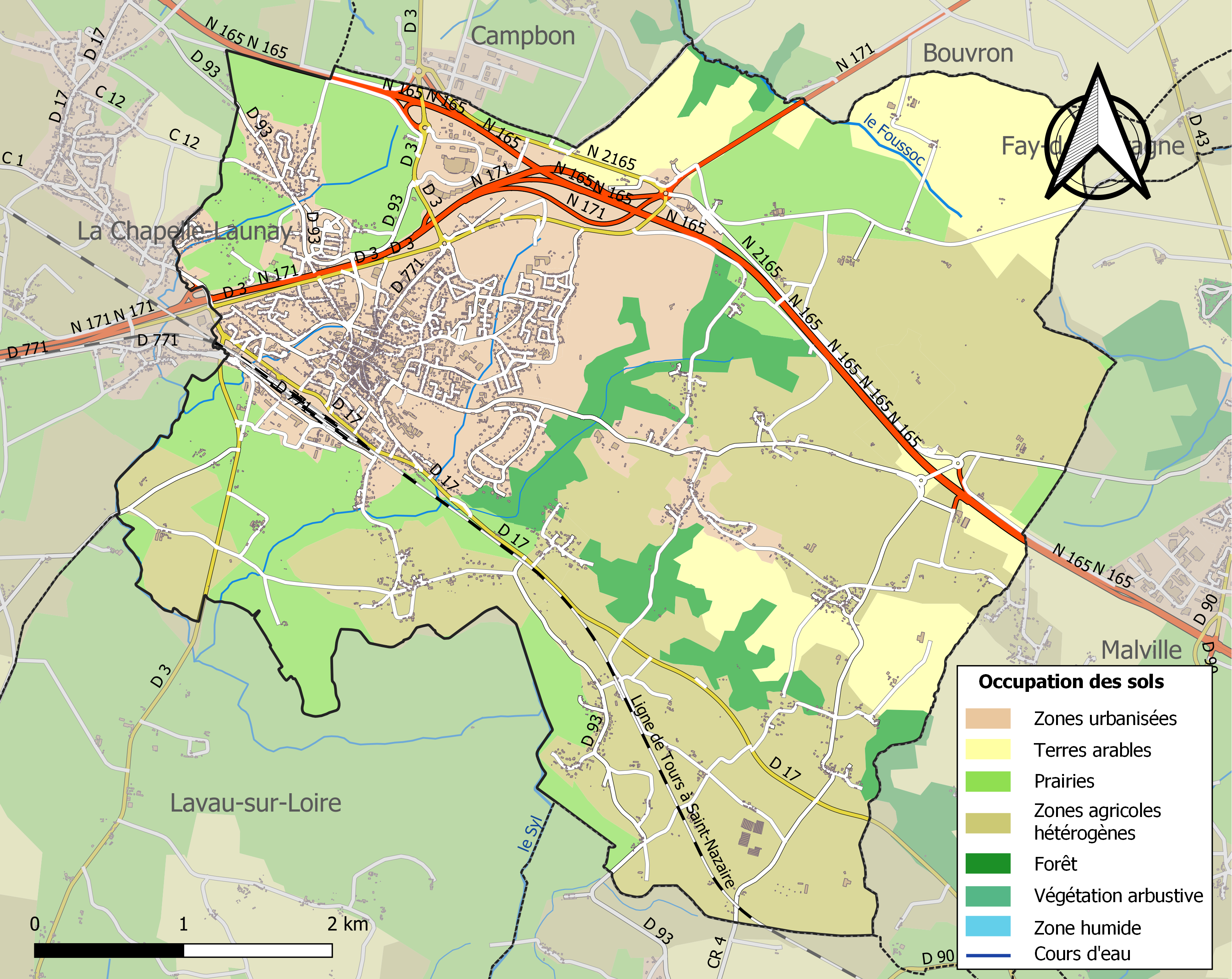
Kaart van de gemeente met de belangrijkste infrastructuur, bodemgebruik en omliggende gemeenten

## Verkeer en vervoer
In de gemeente ligt spoorwegstation Savenay.

## Demografie
Onderstaande figuur toont het verloop van het inwonertal (bron: INSEE-tellingen).